# تکسینگ‌تال
تکسینکتال (به آلمانی: Texingtal) یک منطقهٔ مسکونی در اتریش است که در ناحیه ملک واقع شده‌است. تکسینکتال ۱٬۵۳۸ نفر جمعیت دارد.